# 리베카 존슨
리베카 존슨(Rebekah Johnson, 1976년 9월 3일 ~ )은 미국의 송라이터, 가수, 배우이다.

## 음반 목록
- Remember to Breathe (1998)
- The Trouble With Fiction (2005)
- You're A Spark (2007)
- Souvenir (2011)
- Asphalt Heart (2015)

## 영상 목록

### 영화
- 이보다 더 좋을 순 없다 (1997)
- 리버티 하이츠 (1999)
- 래터 데이즈 (2003)